# Пропаганда (група)
„Пропаганда“ е немска синтпоп и ню уейв група, създадена през 1982 г. в Дюселдорф, Германия.

## История
„Пропаганда“ е създадена през 1982 г. от Ралф Дьорпер и Андреас Теин, към които се присъединява и вокалистката Сузан Фрайтаг. По-късно към групата се присъединяват и Клаудия Брюкен и Михаел Мертенс. Групата подписва договор със звукозаписната компания ZTT Records и издава дебютния си сингъл Dr. Mabuse, който бързо става хит.
През 1985 г. „Пропаганда“ издава своя първи студиен албум A Secret Wish, който включва успешни сингли като Duel и P-Machinery. Албумът получава положителни рецензии от критиката и осигурява групата място в музикалната сцена на 80-те години на XX век.
След успешния старт „Пропаганда“ продължава да издава музика през 80-те години, но по-късно се разпада. През 1990 г. Михаел Мертенс основава нов състав на „Пропаганда“, включващ Дерек Форбс, Браян МакГи и американската вокалистка Елизабет Милър. Мертенс е единственият оригинален член на групата. Вторият албум на „Пропаганда“, 1234, е издаден през 1990 г., като Дьорпер пише някои от текстовете от албума, а Фрайтаг предоставя гостови вокали в две от песните. Дьорпер и Фрайтаг не са членове на групата по това време. Клаудия Брюкен от своя страна няма принос към втория албум, като нейната роля се иззема от Бетси Милър. Изненадващо, песента Wound In My Heart придобива изключителна популярност в Аржентина, където оглавява музикалните класации.
Опит да се издаде нов албум през 2001 година с участието на Мертенс, Брюкен и Фрайтаг се оказва неуспешен, като демотата от неиздадения албум изтичат в интернет.
През 2022 г. Брюкен и Фрайтаг издават нов албум под името xPropaganda.

## Дискография

### Студийни албуми
- A Secret Wish (1985)
- 1234 (1990)
- The Heart Is Strange (2022, Клаудия Брюкен и Сузан Фрайтаг като xPropaganda)